# Система мащення двигуна внутрішнього згоряння

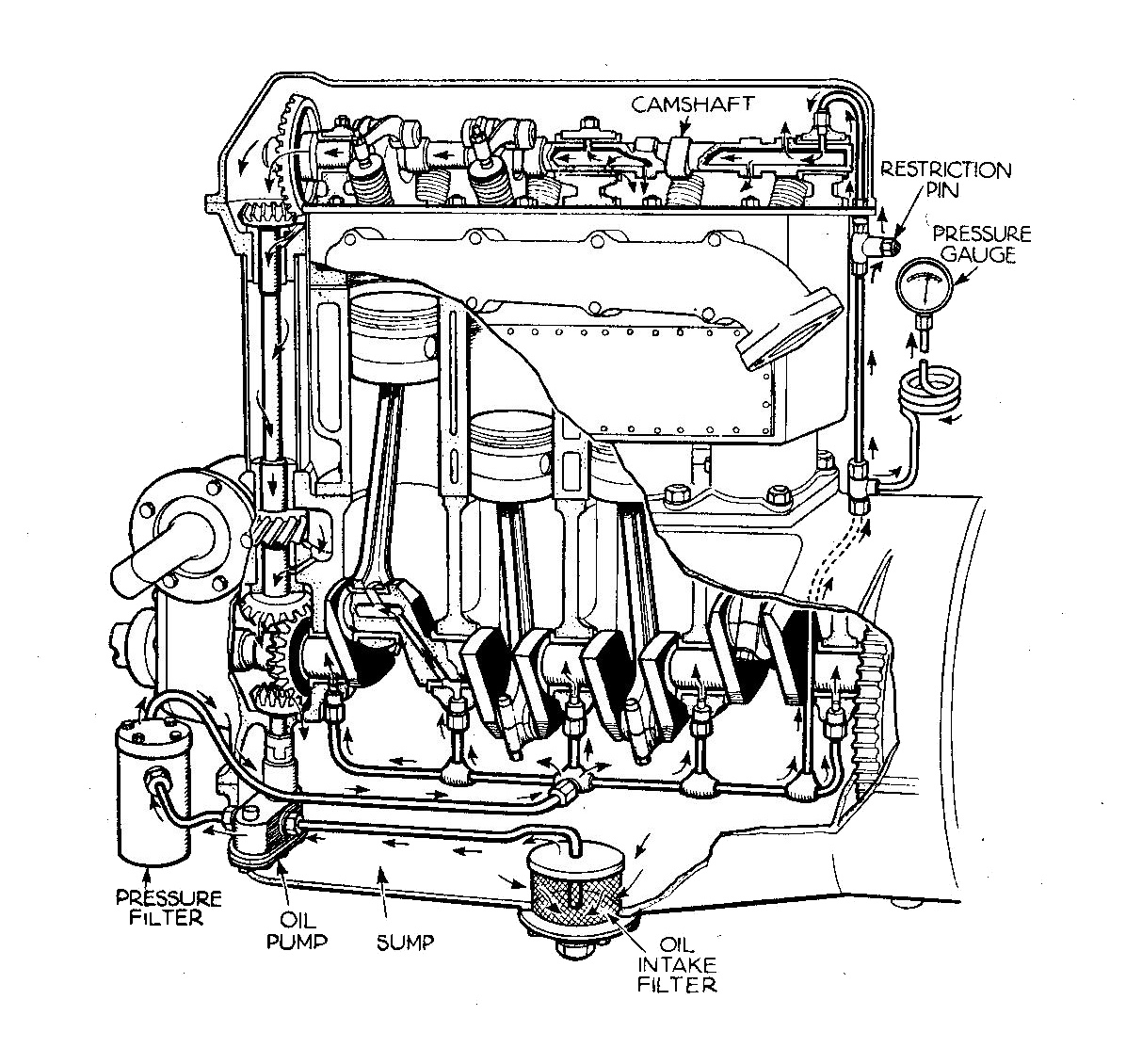
Схема системи мащення ДВЗ з примусовою подачею мастильної оливи

Систе́ма ма́щення двигуна́ вну́трішнього згоря́ння — система мащення, яка призначена для зменшення тертя між спряженими деталями двигуна внутрішнього згоряння (ДВЗ) шляхом подачі моторної (мастильної) оливи у зони тертя. Крім виконання основної функції система мащення забезпечує охолодження деталей двигуна, видалення продуктів зносу та згоряння палива й оливи, захист деталей двигуна від корозії.

## Види систем мащення ДВЗ
Сукупність пристроїв, що забезпечують безперервне надходження мастильної оливи до вузлів тертя та її кондиціювання, становить систему мащення ДВЗ. Залежно від типу двигуна, його навантаженості й потужності застосовують різні системи змащення, основною ознакою класифікації яких служить спосіб підведення мастильного матеріалу до корінних і шатунних підшипників колінчастого вала.
Усі схеми мащення у двигунах внутрішнього згоряння за принципом мащення можна об'єднати у такі різновиди:
- мащення 2-тактних двигунів,
- картерне мащення розбризкуванням,
- мащення з примусовою подачею моторної оливи під тиском у зони тертя,
- комбіноване мащення, реалізоване поєднанням двох останніх методів.

### Мащення 2-тактних двигунів
У малих двигунах з кривошипно-камерним продуванням система мащення має свої суттєві особливості. Мастильна олива найчастіше подається в них разом з бензином, до якого вона домішується перед заправленням бензобака, чи в інший спосіб. Тому потік паливної суміші, що надходить у кривошипну камеру, несе з собою певну кількість оливи. При попаданні такої суміші на гарячі стінки циліндра бензин випаровується, а крапельки оливи, що залишилися, утворюють на стінці мастильну плівку. Підшипники кривошипно-шатунного механізму також змащуються крапельками паливної суміші, що містить оливу.
Залежно від способу мащення та потрібної кількості оливи вона додається до бензину у пропорціях від 1:25 до 1:50 або менше. Підмішування однієї частини оливи до 50 частин бензину при повних навантаженнях зазвичай є достатнім для змащення дзеркала циліндра, але не завжди забезпечує потрібне мащення підшипників вала двигуна. У зв'язку з цим до корінних підшипників інколи подають суміш у більшій мірі збагачену оливою. Для цього використовують осілу на стінки впускного патрубка плівку оливи, яка збирається і подається до підшипників спеціальними трубками.
На одній з моделей двотактного двигуна легкового авто шведської компанії «Saab» знайшло застосування індивідуальне мащення підшипників через канали, куди олива подається насосом з окремого масляного бачка. Продуктивність насоса обрана такою, що кількість оливи, яка подається, з бензином становить пропорцію 1:50—1:60. У цьому випадку олива до пального попередньо не підмішується. Метод подавання оливи насосами при кривошипно-камерному продуванні у 2-тактних двигунах застосовується все частіше. Оливу часто подають у впускний патрубок і залежно від навантаження змінюють її співвідношення з бензином у широких межах (1/25÷1/200), що помітно зменшує витрату оливи, а також димність і токсичність відпрацьованих газів.

### Мащення розбризкуванням
У системах мащення розбризкуванням (англ. splash lubrication system) оливний насос відсутній, а розбризкування мастильної оливи здійснюється обертовими деталями двигуна — найчастіше колінчастим валом. В результаті цього у просторі картера утворюється оливний туман, що проникає у зазори між тертьовими поверхнями й змащує їх. При цьому інтенсивність і якість мащення залежать від рівня оливи в картері та положення двигуна. Для підвищення ефективності такого мащення на нижніх (кривошипних) головках шатунів можуть виконуватись зачерпувальні заглибини. Газорозподільний механізм такого двигуна може розташовуватись у затопленому оливою відсіку або бути відкритим у бік колінчастого вала для інтенсивного потрапляння на нього бризок оливи, яка потім стікає назад у картер. Окремо система мащення розбризкуванням застосовується у невеликих малонавантажених 4-тактних двигунах, але найчастіше вона використовується у поєднанні з примусовою подачею оливи. Цей спосіб мащення ще носить назву «картерне мащення».

### Мащення примусовим подаванням оливи
У примусовій системі мащення (також називається «система мащення під тиском», англ. forced lubrication system, pressurized lubrication system), змащення здійснюється у замкнутому контурі, яким транспортується моторна олива до поверхонь, що обслуговуються системою, а потім повертається олива назад у резервуар. Допоміжне обладнання двигуна зазвичай не обслуговується цією системою; наприклад, електричний генератор може використовувати підшипники кочення закритого типу із заповненням власним мастильним матеріалом. Резервуаром для оливи зазвичай служить піддон картера, у цьому випадку систему мащення називають «системою з мокрим картером». Коли використовується для оливи інший резервуар, картер все ж збирає її, але вона постійно відкачується спеціальним насосом; ця система носить назву «система мащення із сухим картером».
Системи з примусовим мащенням у комбінації з мащенням шляхом розбризкування використовуються у двигунах внутрішнього згоряння найчастіше. У наступних розділах подається опис будови та принципу роботи саме таких систем.

## Будова системи мащення з примусовим подаванням моторної оливи
Система мащення ДВЗ з подаванням моторної оливи під тиском містить піддон картера двигуна із оливозабірником, оливний насос, оливний фільтр, оливний радіатор, котрі сполучені між собою магістралями та каналами.
Піддон картера двигуна призначений для зберігання моторної оливи. Рівень оливи у піддоні контролюється за допомогою щупа, а також за допомогою датчиків рівня; температура — за допомогою датчиків температури.
Оливний насос призначений для закачування оливи у систему та створення тиску. Він може урухомлюватись від колінчастого вала двигуна, розподільного вала або додаткового приводного вала. Найбільше застосування на двигунах отримали оливні насоси шестеренного типу.
Оливний фільтр служить для очищення оливи від продуктів зносу і нагару. Очищення оливи відбувається за допомогою фільтрувального елемента, який підлягає заміні при заміні моторної оливи.
Для охолодження моторної оливи може використовуватись оливний радіатор. Охолодження оливи у радіаторі здійснюється охолоджувальною рідиною системи охолодження або потоком повітря.
Тиск оливи у системі контролюється спеціальним датчиком тиску, встановленим в оливній магістралі і сигнал від нього індикується на панелі приладів сигнальною лампочкою у випадку аварійного падіння тиску. На автомобілях також може встановлюватись покажчик значень тиску оливи. Датчик тиску оливи може бути підключений до блока керування двигуном, який при небезпечному зниженні тиску оливи може заглушити двигун.
На двигунах встановлюється також датчик рівня оливи у картері і відповідна йому сигнальна лампочка на панелі приладів. Інколи на двигунах встановлюється датчик температури оливи.
Для підтримання сталого робочого тиску у системі мащення використовується один або декілька редукційних (перепускних) клапанів. Такі клапани зазвичай поміщаються безпосередньо в елементах системи: оливному насосі або оливному фільтрі.

## Принцип роботи
У сучасних двигунах застосовується комбінована система мащення, у якій частина деталей змащується подаванням оливи під тиском, а друга частина — розбризкуванням чи самопливом.
Змащення двигуна відбувається за циркуляційною схемою. При роботі двигуна оливний насос закачує оливу в систему. Під тиском олива подається в оливний фільтр, де очищається від механічних домішок. Потім каналами вона надходить до корінних і шатунних шийок (підшипників) колінчастого вала, опор розподільного вала, верхньої головки шатуна для змащення поршневого пальця.
На робочу поверхню циліндра олива подається через отвори у нижній головці шатуна або за допомогою спеціальних форсунок.
Інші частини двигуна змащуються розбризкуванням. Олива, що витікає через зазори у з'єднаннях, розбризкується рухомими частинами кривошипно-шатунного та газорозподільного механізмів. При цьому утворюється оливний туман, що осідає на інші деталі двигуна та змащує їх.
Під дією сили тяжіння олива стікає у піддон, де її знову засмоктує насос через забірник оливи і кругообіг оливи продовжується.
На деяких спортивних і позашляхових автомобілях а також дорожніх машинах застосовується система мащення із сухим картером. У даній конструкції олива зберігається в спеціальному оливному баку, куди закачується з картера двигуна насосом. Картер двигуна завжди залишається без оливи (звідси і походить термін «сухий картер»). Застосування даної конструкції забезпечує стабільну роботу системи мащення у всіх режимах, незалежно від положення забірника оливи та її рівня у картері.